# Termisvaara
Termisvaara är en kulle i Finland.   Den ligger i Utsjoki kommun i landskapet Lappland, i den norra delen av landet, 900 km norr om huvudstaden Helsingfors. Toppen på Termisvaara är 611 meter över havet, eller 174 meter över den omgivande terrängen. Bredden vid basen är 6,3 km.